# Guillaume d'Avesnes
Guillaume d'Avesnes, ou de Hainaut, né en 1254 et mort en 1296, est un prélat français du XIIIe siècle. Évêque de Cambrai, il est le fils de Jean Ier d'Avesnes, et d'Adelaïde de Hollande. Il est le frère de Jean Ier de Hainaut, comte de Hainaut, de Hollande et de Zélande. Il est également le frère de Bouchard d'Avesnes évêque de Metz, et de Gui d'Avesnes, évêque d'Utrecht.

## Biographie
Guillaume est prévôt de Cambrai, lors de son élection comme évêque de Cambrai. Il aurait été élu en 1286, à la mort de son prédécesseur Enguerrand de Créqui.
L'évêque et le chapitre ont de très mauvaises relations. Il ne peut y avoir beaucoup de sympathie entre l'évêque et les chanoines, quand on sait que ces derniers sont en guerre avec Jean d'Avesnes, comte de Hainaut, frère de Guillaume, dont les officiers étaient venus au village d'Onains (Onnaing?) brûler plusieurs maisons, abattre le moulin, enlever le bailli avec d'autres personnes et de nombreux bestiaux, et ils y ont même pendu un homme. Après plusieurs compromis successifs, ces querelles ne vont se terminer que bien plus tard, vers 1335.
En 1288, Guillaume est cependant en conflit avec son frère Jean, à propos du village de Blarignies. Leur frère Bouchard s'interpose et apaise les tensions, le comte de Hainaut récupère le village.
En 1291, en revanche , Guillaume, Bouchard et Hugues de Chalon, élu de Liège, aident Jean à mater la révolte des bourgeois de Valenciennes.
Guillaume meurt en 1296, alors qu'il est en route vers Jérusalem.
Gui de Colle Medio va lui succéder à la tête du diocèse de Cambrai.

## Sources
- La France pontificale, Cambrai, pp. 172 ff.
- J. Balteau, « Avesnes (Guillaume d') », dans Dictionnaire de biographie française, Tome IV, Paris, 1948.